# Arkhip Lyoulka
Arkhip Mikhaïlovitch Lyoulka (en russe Архип Михайлович Люлька) (né le 24 mars 1908 à Zavarka, district de Kiev, Ukraine et mort le 1er juin 1984 à Moscou) était un constructeur de moteurs d'avions soviétique d'origine ukrainienne.

## Biographie
Lyoulka est natif d'un petit village près de Kiev. Il termine ses études à l'Institut polytechnique de Kiev (où l'un de ses maîtres est le célèbre mathématicien Mykhaïlo Kravtchouk) en 1931. Il travaille ensuite à l'usine de générateurs de Kharkov puis rejoint en 1933 l'institut aéronautique de cette ville. Dès 1934, il commence ses recherches sur un projet de turbine à gaz. En 1937, il prend la direction de l'institut où il est actif jusqu'en 1939. En 1940, son premier moteur à réaction fournissant une poussée et muni d'un compresseur axial, le RD-1, est prêt à être testé en vol, mais l'invasion allemande met un terme à l'entreprise. Pendant et après le conflit, Lyoulka et son équipe construisent un grand nombre de moteurs à réaction. 
En 1958, il reçut le titre de docteur et devint membre correspondant de l'Académie des sciences de Russie. Il reçut aussi de nombreuses distinctions dont l'Ordre de Lénine.
Au cours des années 1960, Lyoulka fut impliqué dans le programme de conquête lunaire de l'Union soviétique mais ne reçut pas de commande.

## Moteurs réalisés

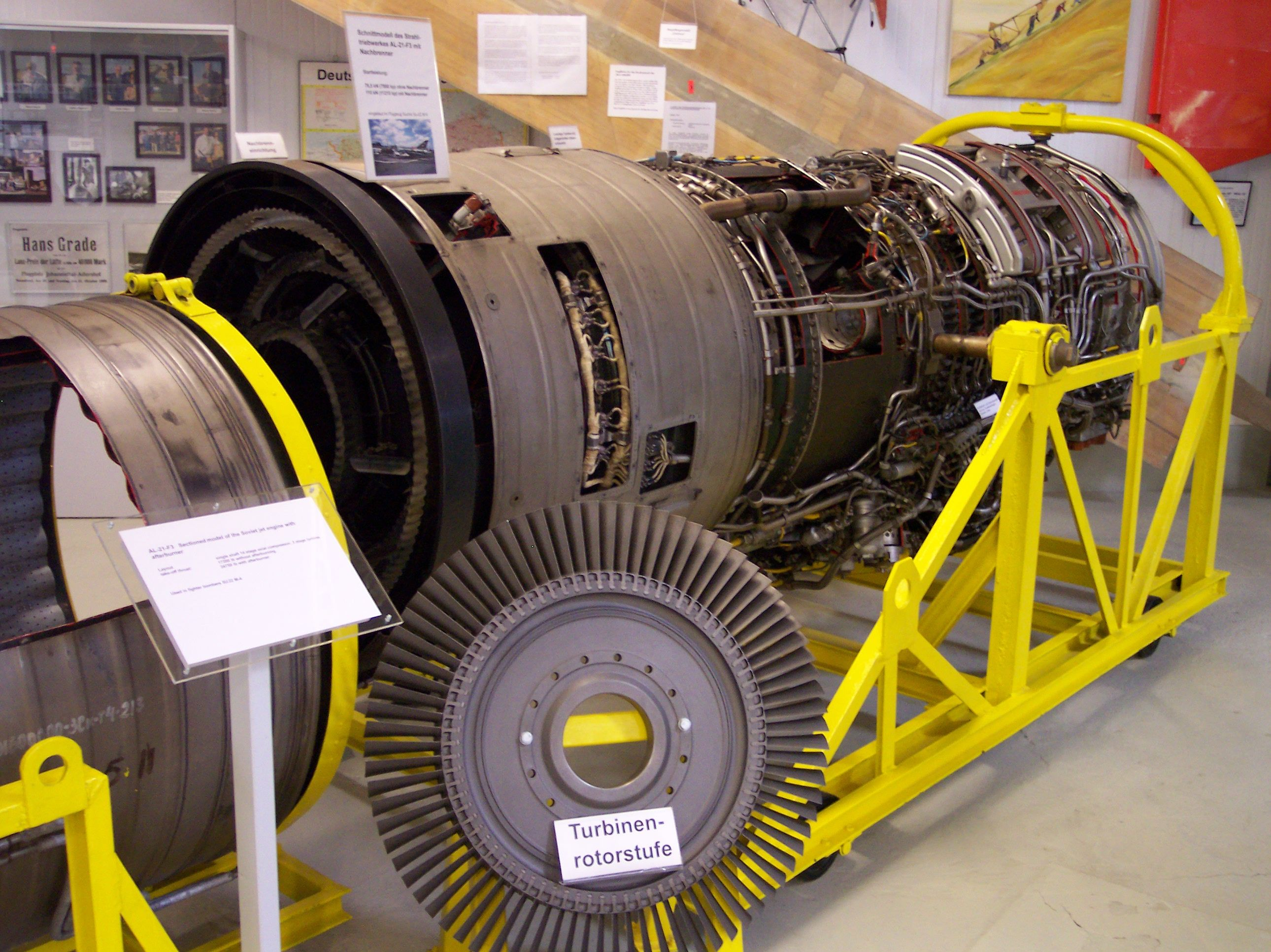
Le moteur Lyoulka AL-21

- Lyoulka AI-7 équipant le Soukhoï Su-9
- Lyoulka AL-21 équipant les Soukhoï Su-17/20/22 et le Soukhoï Su-24
- Saturn AL-31 équipant les Soukhoï Su-27 et Su-30
- Saturn AL-31 équipant le Soukhoï Su-27
- Saturn AL-41 équipant les Soukhoï Su-37 et MiG MFI